# Promernoe
Promernoe är en sjö i Antarktis. Den ligger i Östantarktis. Australien gör anspråk på området. Promernoe ligger 35 meter över havet.